# 普熱瓦利斯科耶
普热瓦利斯科耶（羅馬化：Przhevalʹskoye），又译普尔热瓦尔斯科耶，是俄罗斯斯摩棱斯克州的市级镇，为该州杰米多夫区第二大聚居地。地处斯摩棱斯克州西北部，位于区行政中心杰米多夫东北、州府斯摩棱斯克北偏西方，南临萨普绍湖。西德维纳河流域梅扎河一支流叶利沙河（Ельша）从该镇东南侧流过。
早期有克里维奇人居住。该聚居地1724年首见于文献，时称斯洛博达（Слобода）；1964年改为现名以纪念探险家尼古拉·米哈伊洛维奇·普热瓦利斯基125周年诞辰。
该地2022年人口有1,340人；2010年人口1,683；2002年人口2,110；1989年人口2,883。